# روی ساری
روی ساری (به انگلیسی: Roy Saari) (زادهٔ ۲۶ فوریهٔ ۱۹۴۶) شناگر اهل ایالات متحده آمریکا است.